# Warwick Deeping

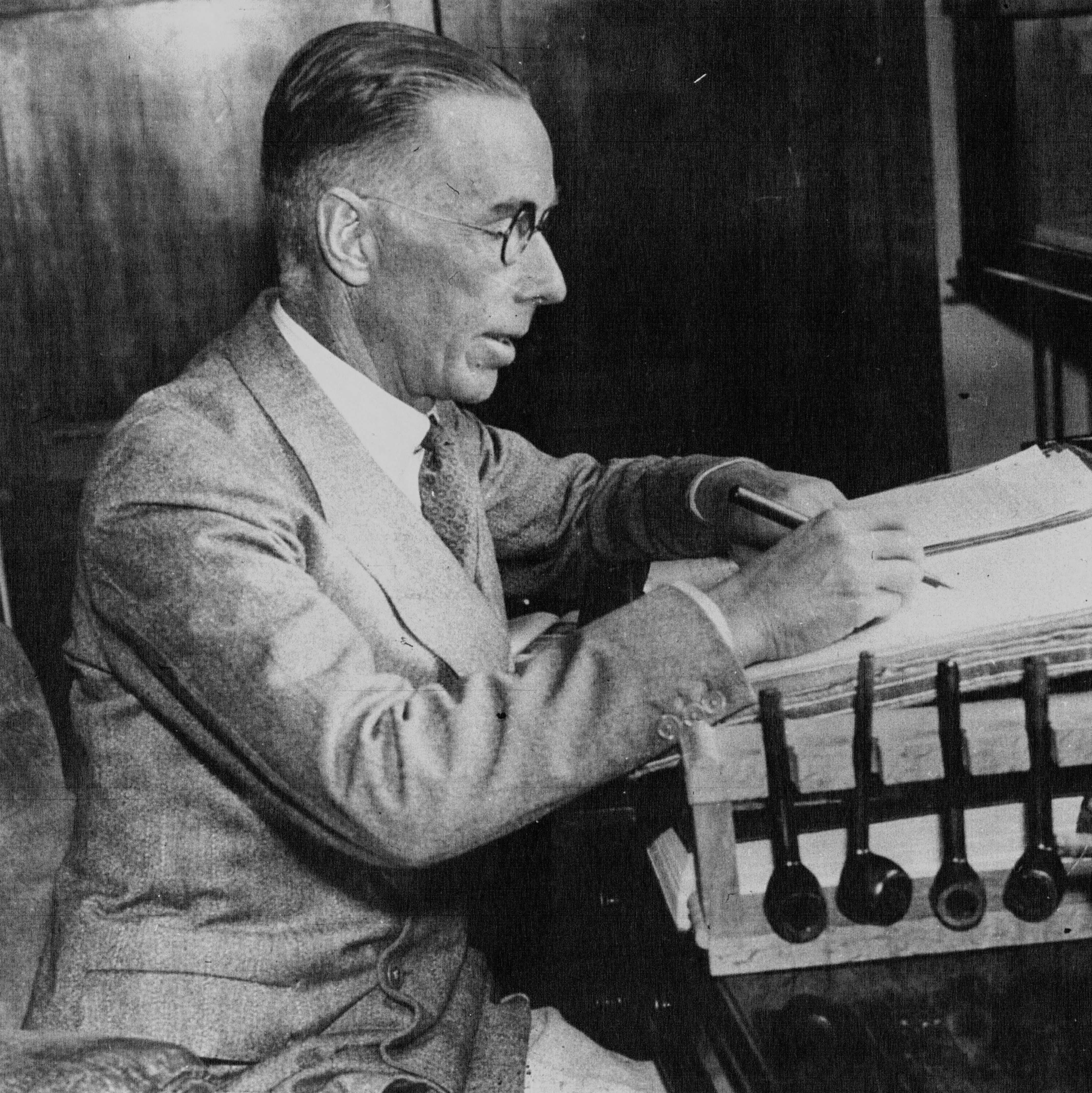
Warwick Deeping (1932)

Warwick Deeping (als George Warwick Deeping; * 28. Mai 1877 in Southend-on-Sea, Essex, Vereinigtes Königreich; † 20. April 1950 in Weybridge, Surrey) war ein englischer Schriftsteller.

## Ausbildung zum Mediziner
Aus einer Familie von Ärzten stammend ging Warwick Deeping ans Trinity College in Cambridge, um dort Medizin und Naturwissenschaften zu studieren. Danach ging er ans Middlesex Hospital, wo er seine praktische Ausbildung beendete. Während des Ersten Weltkrieges diente er im Royal Army Medical Corps. Deeping gab später seinen eigentlichen Beruf als Arzt auf, damit er sich ganz auf das Schreiben konzentrieren konnte.

## Der Autor Warwick Deeping
Warwick Deeping schrieb über 60 Unterhaltungsromane, von denen einige schon während der Stummfilmära verfilmt wurden. Auch im deutschsprachigen Raum war er während der 1930er Jahre als Verfasser historischer Romane recht bekannt. Sein damals populärstes Werk war „Hauptmann Sorrell und sein Sohn“ (1925, deutsch 1927). Darin beschrieb er, wie die fast soldatische Kameradschaft zwischen Vater und Sohn deren Beziehung während der Depressionszeit nach dem Ersten Weltkrieg und der Arbeitslosigkeit des Vaters erhält.
In seinem Frühwerk dominierten historische Romanzen. Die späteren Novellen ließen den Geist der Zeit Eduard VIII. wieder aufleben. Einige seiner Werke wurden von der Übersetzerin Elisabeth Schnack ins Deutsche übersetzt.
Uther und Igraine veröffentlichte die Neue Preußische Kreuz-Zeitung im Juli 1907 als Fortsetzungsroman.
Er war mit Phyllis Maude Merrill verheiratet und lebte bis zu seinem Tod 1950 in Weybridge, Surrey.

## Werke
| - Uther and Igraine (1903), Deepings erster veröffentlichter Roman - Love Among the Ruins (1904) - The Slanderers (1904) - The Seven Streams (1905) - Bess of the Woods (1906) - The Return of the Petticoat (1907), dt. Ausgabe: Heute Adam, morgen Eva. Roman. Signum-Verlag, Gütersloh 1962 (früherer Titel Das Herz läßt sich nicht täuschen). - Bertrand of Brittany (1908) - Mad Barbara AKA These White Hands (1908) - The Red Saint (1909) - The Rust of Rome (1910) - Fox Farm AKA The Eyes of Lover (1911), dt. Ausgabe: Der Träumer. Roman. Scherz Verlag, Bern 1954. - Joan of the Tower (1911) - The Lame Englishman (1910) - Sincerity AKA The Challenge of Love, The Strong Hand (1912), dt. Ausgabe: Dr. Wolfe greift ein. Roman. Scherz & Goverts, Hamburg 1981. - The House of Spies (1913) - The White Gate (1913) - The Pride of Eve (1914) - The Shield of Love AKA King Behind The King (1914) - Marriage by Conquest (1915) - Unrest AKA Bridge of Desire (1916), dt. Ausgabe: Unruhe des Herzens. Roman. Wegweiser-Verlag, Berlin 1938. - Martin Valliant (1917) - Countess Glika (1919) - Valour (1919) - Second Youth AKA The Awakening (1919) - The Prophetic Marriage (1920) - The House of Adventure (1921), dt. Ausgabe: Das Haus der Abenteuer. Roman. Scherz, Berlin 1951. - Lantern Lane (1921) - Orchards AKA The Captive Wife (1922) - Apples of Gold (1923), dt. Ausgabe: Die goldenen Äpfel. Roman. Delta-Verlag, Berlin 1951. - The Secret Sanctuary or The Saving of John Stretton (1923), dt. Ausgabe: Isobel und Jess. Roman. Deutsche Hausbücherei, Hamburg 1955 (3. Aufl.). - Three Rooms (1924) - Suvla John (1924) - Sorrell and Son (1925), dt. Ausgabe: Hauptmann Sorrell und sein Sohn. Roman. Goldmann, München 1978. - Doomsday (1927), dt. Ausgabe: Der Schicksalshof. Roman. Ullstein, Frankfurt/M. 1961. |  | - Kitty (1927), dt. Ausgabe: Kitty. Roman. Schünemann Verlag, Bremen 1929. - Old Pybus (1928), dt. Ausgabe: Der alte Pybus und sein Enkel. Roman. Schünemann Verlag, Bremen 1937. - Roper's Row (1929), dt. Ausgabe: Außenseiter der Gesellschaft. Roman. Scherz Verlag, Bern 1950. - Exiles (1930), dt. Ausgabe: Der Weg nach Tindaro. Roman. Orell & Füssli, Zürich 1940. - The Short Stories of Warwick Deeping AKA Stories of Love, Courage, and Compassion (1930) - The Ten Commandments AKA The Road (1931), dt. Ausgabe: Frau Buck und ihre Töchter. Roman. Schünemann Verlag, Bremen 1937. - Old Wine and New (1932) - Smith (1932), dt. Ausgabe: Keir baut Sibylle ein Haus. Roman. Schünemann, Bremen 1937. - Two Black Sheep (1933) - Seven Men Came Back (1934), dt. Ausgabe: Nachher. Roman. Scherz, Bern 1943. - The Man on the White Horse (1934) - Two In a Train and Other Stories (1935) - Sackcloth Into Silk AKA The Golden Cord (1935) - No Hero—This (1936), dt. Ausgabe: Dr. Brents Wandlung. Roman. Verlag Kayser, Heidelberg 1949. - Blind Man's Year (1937), dt. Ausgabe: Licht im Dunkel. Roman. Verlag Kayser, Klagenfurt 1955. - The Malice of Men (1938) - Fantasia AKA Bluewater (1939) - The Man Who Went Back (1940) - The Dark House (1941) - Corn in Egypt (1941) - I Live Again (1942) - Mr Gurney and Mr Slade AKA The Cleric's Secret (1944) - The Impudence of Youth (1946), dt. Ausgabe: Wandlungen des Herzens. Ein Ärzteroman. Scherz, Bern 1945. - Reprieve (1945), dt. Ausgabe: Die Gnadenfrist. Roman. Scherz, Bern 1947. - Laughing House (1946) - Portrait of a Playboy AKA The Playboy (1947), dt. Ausgabe: Kreuzwege. Roman. Scherz, Bern 1949. - Paradise Place (1949), dt. Ausgabe: Zwei Leben. Roman. Scherz, Bern 1950. - Old Mischief (1950) Posthum veröffentlichte Werke - Time to Heal (1952) - Man in Chains (1953), dt. Ausgabe: Liebe in Fesseln. Roman. Scherz, Bern 1955. - The Old World Dies (1954) - Caroline Terrace (1955), dt. Ausgabe: Geheimnis um Isabella. Roman. Scherz, Bern 1957. - The Serpents Tooth (1956) - The Sword and the Cross (1957) |

## Verfilmungen
- Herbert Brenon (Regie): Hauptmann Sorrell und sein Sohn. 1927 (nach dem gleichnamigen Roman)
- Rowland V. Lee (Regie): Einmal kommt der Tag. 1928 (nach dem Roman „Der Schicksalshof“)
- Guy Newall (Regie): Fox Farm. 1922 (nach dem gleichnamigen Roman)
- Dallas Cairns (Regie): Unrest. 1920 (nach dem gleichnamigen Roman)
- Victor Saville (Regie): Kitty. 1929 (nach dem gleichnamigen Roman)